# トラビス・パジェット
トラビス・パジェット（Travis Padgett、1986年12月13日 ‐ ）は、アメリカ合衆国・シェルビー出身で短距離走が専門の陸上競技選手。100mの自己ベストは元全米学生記録の9秒89。2008年北京オリンピック男子4×100mリレーのアメリカ代表。

## 経歴

### 大学時代
クレムゾン大学に進学。

#### 2006年
1年生ながらACC選手権男子100mを制し、ACCの屋外最優秀新人賞（ACC Outdoor Freshman of the Year）を受賞。NCAA東部地区選手権男子100mでは10秒00（+1.0）のACCおよび東部地区の学生新記録（当時）を樹立しての優勝を成し遂げた。NCAA選手権（全米学生選手権）男子100mでは4位に入り、表彰台にあと一歩と迫った。

#### 2007年
NCAA室内選手権（全米学生室内選手権）男子60mを6秒56の自己ベスト（当時）で制し、クレムゾン大学の歴史の中で13人目となる全米学生チャンピオンに輝いた。ACC選手権男子100mは2連覇を達成し、NCAA選手権は男子100mで3位（男子4×100mリレーは7位）に入る活躍を見せた。

#### 2008年
5月10日のOrange & Purple Classic男子100mにおいて、10秒の壁を初めて破る9秒96（+1.2）をマーク。同月のACC選手権男子100mは史上初となる3連覇を達成し、NCAA東部地区選手権男子100mでは2年ぶりにチャンピオンに輝いた。6月のNCAA選手権男子100mはリチャード・トンプソンに0秒04及ばず、惜しくも優勝を逃した。
6月の全米オリンピックトライアル男子100m2次予選において、アト・ボルドンが持つ全米学生記録（9秒90）を12年ぶりに更新する9秒89（+1.6）をマーク。決勝ではタイソン・ゲイ（9秒68）、ウォルター・ディックス（9秒80）、ダービス・パットン（9秒84）に次ぐ9秒85（+4.1）の4位に終わり、北京オリンピック男子100mのアメリカ代表の座を0秒01差で逃すも、男子4×100mリレーのアメリカ代表には選出された。迎えた8月の大会では予選で2走（1走ロドニー・マーティン、3走ダービス・パットン、4走タイソン・ゲイ）を務めたが、アメリカは3走と4走の間でバトンが渡らず途中棄権に終わった。
大学最終シーズンを残してアディダスと契約し、プロに転向した。大学での3年間でNCAAオールアメリカン (All-America) には6回選出された。

### プロ転向以降

#### 2009年
6月の全米選手権男子100m予選を9秒93（+4.3）、準決勝を9秒96（+3.2）で通過し、2大会連続で決勝に進出した。迎えた決勝ではマイク・ロジャース（9秒91）、ダービス・パットン（9秒92）、モンザバス・エドワーズ（10秒00）に次ぐ10秒02（+3.1）の4位に終わり、ベルリン世界選手権男子100mのアメリカ代表の座を0秒02差で逃した。男子4×100mリレーのアメリカ代表には選出されたものの、大会で出番は回ってこなかった。

#### 2010年
6月の全米選手権男子100mで3大会連続の決勝に進出するも、フライングを犯し失格に終わった。

#### 2011年
6月の全米選手権男子100mで4大会連続の決勝に進出するも、決勝は棄権した。しかし、大邱世界選手権男子4×100mリレーのアメリカ代表に選出されると、9月の大会では予選で4走（1走トレル・キモンズ、2走ジャスティン・ガトリン、3走モーリス・ミッチェル）を務め、今季世界最高記録の37秒79で決勝進出に貢献した。パジェットは予選だけの出場に終わり、決勝のアメリカは3走と4走の間でバトンが渡らず途中棄権に終わった。

## 自己ベスト
記録欄の（　）内の数字は風速（m/s）で、+は追い風を意味する。
| 種目 | 記録          | 年月日        | 場所       | 備考           |
| 屋外 | 屋外          | 屋外          | 屋外       | 屋外           |
| ---- | ------------- | ------------- | ---------- | -------------- |
| 100m | 9秒89 (+1.6)  | 2008年6月28日 | ユージーン | 元全米学生記録 |
| 100m | 9秒85w (+4.1) | 2008年6月29日 | ユージーン | 追い風参考記録 |
| 200m | 20秒32 (+1.6) | 2008年5月31日 | タラハシー |                |
| 室内 |               |               |            |                |
| 60m  | 6秒55         | 2010年2月6日  | ボストン   |                |

## 主要大会成績
備考欄の記録は当時のもの
| 年   | 大会         | 場所 | 種目    | 結果 | 記録         | 備考                      |
| ---- | ------------ | ---- | ------- | ---- | ------------ | ------------------------- |
| 2008 | オリンピック | 北京 | 4x100mR | 予選 | DNF (2走)    |                           |
| 2011 | 世界選手権   | 大邱 | 4x100mR | 予選 | 37秒79 (4走) | 今季世界最高記録 決勝進出 |